# Paul-Yves Sébillot
Pour l’article homonyme, voir Paul Sébillot.
Paul-Yves Sébillot, né le 24 septembre 1885 à Dinan de son père Paul Sébillot, et mort le 28 novembre 1971 à Boulogne-Billancourt, est un écrivain et journaliste français. Il écrit de nombreux ouvrages sur le folklore et les traditions de France et de Bretagne.
Grâce à sa connaissance des langues bretonne voire  gallèse et à des enquêtes de terrain, il récolte le récit de nombreuses traditions populaires avant que leur souvenir ne disparaisse.

## Biographie
Paul-Yves Sébillot est un inlassable rassembleur des traditions des provinces françaises, une passion dont il avait hérité de son père Paul Sébillot.
Débutant très vite dans les lettres, il fait paraître dès l'âge de 12 ans des Contes et légendes du pays de Gouarec dans la Revue de Bretagne et de Vendée en 1897.
En 1903, âgé de seulement 18 ans, il publie une Histoire du peuple breton depuis son arrivée en Armorique jusqu'à nos jours dans laquelle il montre déjà une solide érudition.
Il collabore avec son père dans ses travaux d'ethnographie et devient le secrétaire de rédaction de la Revue des traditions populaires (une revue créée par son père, également à l'origine de la Société des traditions populaires), critique d'art pour le journal Le Soir et collabore à de nombreux journaux et revues.
Grâce à de nombreuses enquêtes de terrain, facilitées par sa connaissance de la langue bretonne voire du gallo], il amasse quantité de notes et de témoignages sur les traditions principalement de la Basse-Bretagne, avant que ces traditions ne se perdent en raison de la disparition de leurs dépositaires et avant que les générations suivantes n'en perdent le souvenir.
Il est aussi romancier, publiant de nombreux romans d'aventures ou de cape et d'épée, ainsi qu'un roman d'anticipation : Destruction du monde.
Il connait moins de succès après la Seconde Guerre mondiale, rencontrant même alors des difficultés.

## Ouvrages
- Histoire du peuple breton depuis son arrivée en Armorique jusqu'à nos jours, Paris, J. Maisonneuve, 1903. IV-295 pages, carte linguistique de la Bretagne in-texte.
- Le Folk-lore de France, 1907.
- Le dernier duc de Bretagne, roman historique, 1909.
- La Bretagne pittoresque et légendaire, Paris, Daragon, 1911. 213 pages, carte linguistique de la Bretagne, dessins par Faino, Miniac, Artigue.
- L'intervention décisive. 1914-1918 - L'aide aux Alliés - La neutralité - L'effort victorieux de l'Amérique en guerre. 2e édition, Paris, Les Éditions Françaises, "Les Gémaux", 1920. XIII-285 pages, couverture illustrée, 4 cartes in-fine des fronts américains.
- Le dernier duc de Bretagne. Roman historique, Paris, Librairie des 5 Parties du Monde - J. Maisonneuve & fils, 1920. 284 pages, couvertures illustrées et dessins à pleine page par Eugène Delécluse.
- Le dernier duc de Bretagne, Paris, Mignon-roman, no 27, sans date. 126 pages, couverture illustrée.
- L'ombre sur le bonheur, Paris, Librairie Arthème Fayard, collection 'Le Roman Complet - Les Maîtres du roman populaire' no 186, 1922. 72 pages, couverture illustrée en noir, texte sur 2 colonnes.
- La Chasse au milliardaire, Paris, Tallandier, collection 'Bibliothèque des grandes aventures' no 145, 1927. 224 pages, couverture illustrée en couleurs par Henri Thiriet.
- Les Éclaireurs de La Fayette, Paris, Tallandier, collection 'Voyages lointains - Aventures étranges' no 33, 1929. 126 pages, couverture illustrée en couleurs par Henri Thiriet.
- Au Soleil De Solférino, Paris, Tallandier, collection 'Romans célèbres de drame et d'amour', 1931. Couverture illustrée.
- La Tunisie, Paris, Delalain, 'Bibliothèque éducative de vulgarisation coloniale', 1934. 245 pages, illustrations en noir et blanc.
- L'étreinte de l'invisible, Paris, Baudinière, collection 'La Tache de sang', 1935. 256 pages, jaquette illustrée en couleurs par Claudel[Lequel ?].
- Les Éclaireurs de La Fayette, Paris, Tallandier, collection 'Les romans héroïques', 1936. 256 pages, couverture illustrée (réédition).
- L'étreinte de l'invisible, Paris, Baudinière, 1939. 218 pages (réédition).
- Deux pages d'amour, Paris, Tallandier, collection 'Romans de cape et d'épée' 3e série no 40, 1940. Couverture illustrée en couleurs par Maurice Toussaint.
- La Torture chinoise (Les aventures de Gobe-la-Lune, 1), Paris, France-Édition, collection 'Les Beaux Romans d'aventures' no 117. 32 pages, couverture illustrée en couleurs par Édouard Yrondy.
- Le Folklore de la Bretagne. Les saints guérisseurs et leur culte. - La conception de l'au-delà. - Les revenants et les fées. - Les sirènes. - Les lutins. - Les géants. - Le culte des astres, du feu, des pierres, des eaux, des arbres. - L'empire du Diable. - Les êtres fantastiques des nuits. Avec 23 figures, Paris, Payot, 1950. 174 pages, couverture illustrée, illustrations en noir dans le texte par Eugène Delécluse, Louis Marvy, O. Penguilly, Olivier Perrin, P. Saint-Germain et Maurice Sand), carte linguistique de la Bretagne.
- L'ombre sur le bonheur, Paris, Librairie Arthème Fayard, collection "Le Roman Complet", 1953. 128 pages, couverture illustrée en couleurs (réédition).
- Les deux mousquetaires, Paris, Librairie Arthème Fayard, collection "Le livre populaire" no 350, 1954. 255 pages, couverture illustrée en couleurs.
- Luttes pour l'Amour, Paris, Librairie Arthème Fayard, collection "Le Roman Complet" no 77, 1954. 128 pages, couverture illustrée en couleurs.
- Contes de mon menhir. Contes et Légendes de Bretagne, Paris, Guénégaud, 1958. 180 pages, 19 illustrations en noir (et blanc ?) dont 8 à pleine page, 1 carte hors-texte de la Bretagne en 1650.
- La Niciade, suite et fin des 24 chants de L'Iliade. Chants XXV à XXXe trouvés et présentés par Paul Yves Sébillot. Ouvrage orné de 33 illustrations dont diverses reproductions de peintures antiques et une carte de la Troade, Monte-Carlo, Regain, 1960. 215 pages.
- Les derniers jours de l'Aigle ; Napoléon à Sainte-Hélène, mai 1821. Pièce en un acte et deux tableaux, Paris, 1961. 29 pages.
- Le folklore de France : croyances, mythes, légendes, Paris, Maisonneuve et Larose, 1968. 4 volumes (réimpression de l'édition de 1907).
- Le Folklore de la Bretagne, Paris, G.-P. Maisonneuve et Larose, 1968. 2 volumes, XV-408 pages (I : les phases de la vie traditionnelle et sociale, le travail et les distractions) - 294 pages (II : la mythologie bretonne, l'empire du Diable, les êtres fantastiques, la sorcellerie), figures dans le texte.
- Nos frères différents, Grassin, 1968. 32 pages.
- Il faut sauver nos vieux moulins, Moulins, Éd. des Cahiers bourbonnais. Héliogravures in-texte.
- Mythologie et Folklore de Bretagne, Dinan, Terre de Brume Éditions, collection "Essais", 1995. 232 pages, couverture illustrée en couleurs, illustrations intérieures  (ISBN 978-2-908-02143-1).
- La Bretagne et ses traditions : l'enfance, le mariage, les fêtes, les saints, les pardons, le diable, les loups-garous, la sorcellerie, Paris, Royer, 1997. 2e édition. 349 pages.
- La Bretagne et ses traditions : les paysans, les pêcheurs, les métiers, le trépas, les mégalithes, les fontaines, les arbres, les fées, Paris, Royer, 1998. 2e édition. 330 pages.
- Folklore et curiosités du vieux Paris, Paris, Maisonneuve & Larose, 2002. 608 pages, couverture illustrée en couleurs  (ISBN 978-2-706-81576-8). Ce livre présente un Paris grouillant de légendes et d'histoires anciennes.
- La Bretagne pittoresque et légendaire, La Découvrance, collection "L'amateur averti", 2005. 220 pages, couverture illustrée. Réédition  (ISBN 978-2-8426-5345-3).